# Mackenzie Pierce
Mackenzie Pierce (Chandler, 10 marzo 1988) è un'attrice pornografica statunitense.

## Biografia
Mackenzie Pierce, detta anche Mackenzee Pierce, è nata in una famiglia con delle origini native americana. Ha iniziato la carriera di attrice pornografica nel 2007, all'età di 19 anni, firmando con l'agenzia LA Direct Models.
Mackenzie Pierce si è presa una pausa dalla pornografia dal 2014 al 2016 sostenendo di essersi ufficialmente ritirata per sempre. Ha fornito informazioni contrastanti per il suo ritiro, come il fatto di essersi appena fidanzata o di aver trovato un lavoro che fosse più remunerativo. Tuttavia, è tornata nell'industria pornografica ed esercita anche le professioni di prostituta e spogliarellista.

## Filmografia
- 18 Year Old Pussy 10 (2007)
- Teen Sensations 14 (2007)
- Bachelor Party Fuckfest 7 (2008)
- Bachelor Party Fuckfest 9 (2008)
- Bombshell Bottoms 4 (2008)
- Swallow This 12 (2008)
- 2 Big 2 Be True 16 (2009)
- Be My Bitch 6 (2009)
- Big Wet Asses 16 (2009)
- Only Teen Blowjobs 6 (2009)
- Baby Got Boobs 5 (2010)
- Malice in Lalaland (2010)
- Whatever It Takes (2010)
- Monster Curves 15 (2011)
- Lesbian Diaries (2012)
- Titty Attack 4 (2012)
- Fucking With the Stars (2013)
- Titty Creampies 4 (2013)
- Relax, She's My Stepmom (2017)
- Alpha Female (2018)
- Bachelor Party Gets Out Of Control (2020)
- Titastic (2021)
- Family Reunions 3 (2022)